# AZS Olsztyn w sezonie 2006/2007

## Transfery

### Przyszli
| Imię i nazwisko    | Poprzedni klub   |
| ------------------ | ---------------- |
| Marcin Lubiejewski | Chemik Bydgoszcz |
| Sinan Cem Tanık    | Halkbank         |
| Richard Lambourne  | Noliko Maaseik   |
| Michał Kubiak      | Joker Piła       |

### Odeszli
| Imię i nazwisko   | Lata gry w AZS | Nowy klub                        |
| ----------------- | -------------- | -------------------------------- |
| Mark Siebeck      | 2002-2006      | AZS Politechnika Warszawska      |
| Piotr Gruszka     | 2005-2006      | Skra Bełchatów                   |
| Marcin Nowak      | 2004-2006      | Mostostal-Azoty Kędzierzyn-Koźle |
| Maciej Alancewicz | 2004-2006      | Pronar OSiR Hajnówka             |
| Adrian Sarul      | 2005-2006      | ZKS Cukrownik Lublin             |

## Drużyna

### Sztab
| Pierwszy trener   | Ireneusz Mazur  |
| Drugi trener      | Mariusz Sordyl  |
| Masażysta         | Mirosław Gozdan |
| Kierownik drużyny | Marek Carzyński |
| Statystyk         | Paweł Janicki   |

### Zawodnicy
| Nr. | Imię i nazwisko    | Data urodzenia            | Wzrost | Pozycja      |
| --- | ------------------ | ------------------------- | ------ | ------------ |
| 1   | Sinan Cem Tanık    | 19 czerwca 1980(dts)      | 200 cm | przyjmujący  |
| 2   | Wojciech Grzyb     | 4 stycznia 1981(dts)      | 205 cm | środkowy     |
| 3   | Marcin Lubiejewski | 1 października 1981(dts)  | 205 cm | atakujący    |
| 5   | Paweł Zagumny      | 18 października 1977(dts) | 200 cm | rozgrywający |
| 7   | Paweł Kuciński     | 15 marca 1973(dts)        | 193 cm | libero       |
| 9   | Patryk Czarnowski  | 1 listopada 1985(dts)     | 202 cm | środkowy     |
| 11  | Michał Ruciak      | 22 sierpnia 1983(dts)     | 190 cm | przyjmujący  |
| 13  | Michał Kubiak      | 23 lutego 1988(dts)       | 191 cm | przyjmujący  |
| 14  | Paweł Papke        | 13 lutego 1977(dts)       | 196 cm | atakujący    |
| 15  | Richard Lambourne  | 6 maja 1975(dts)          | 190 cm | libero       |
| 16  | Piotr Lipiński     | 4 stycznia 1979(dts)      | 195 cm | rozgrywający |
| 17  | Marcin Możdżonek   | 9 lutego 1985(dts)        | 211 cm | środkowy     |
| 18  | Michał Bąkiewicz   | 22 marca 1981(dts)        | 197 cm | przyjmujący  |

## Mecze w Polskiej Lidze Siatkówki

### Faza zasadnicza
| 16.12.2006 | KS PZU - AZS Olsztyn | 3:0 (25:18, 25:21, 25:18) | Mostostal-Azoty SA Kędzierzyn–Koźle |

| 22.12.2006 | BKSCh Delecta Bydgoszcz | 0:3 (19:25, 14:25, 31:33) | KS PZU - AZS Olsztyn |

| 29.12.2006 | KS PZU - AZS Olsztyn | 3:1 (25:23, 23:25, 25:23, 34:32) | BOT Skra Bełchatów |

| 31.01.2007 | KS Jastrzębski Węgiel S.A. | 1:3 (21:25, 25:22, 20:25, 23:25) | KS PZU - AZS Olsztyn |

| 13.01.2007 | KS PZU - AZS Olsztyn | 3:0 (25:22, 25:23, 25:14) | Jadar Sport S.A. Radom |

| 20.01.2007 | KS PZU - AZS Olsztyn | 2:3 (25:21, 26:24, 22:25, 21:25, 14:16) | Wkręt-Met Domex AZS Częstochowa |

| 26.01.2007 | J.W. Construction AZS Politechnika Warszawska | 1:3 (25:22, 21:25, 23:25, 21:25) | KS PZU - AZS Olsztyn |

| 03.02.2007 | KS PZU - AZS Olsztyn | 3:0 (25:17, 25:19, 25:17) | EnergiaPro Gwardia Wrocław |

| 07.02.2007 | Asseco Resovia SSA Rzeszów | 3:2 (17:25, 25:23, 25:21, 20:25, 15:11) | KS PZU - AZS Olsztyn |

| 10.02.2007 | Mostostal-Azoty SA Kędzierzyn–Koźle | 0:3 (18:25, 23:25, 18:25) | KS PZU - AZS Olsztyn |

| 17.02.2007 | KS PZU - AZS Olsztyn | 3:0 (25:17, 27:25, 25:20) | BKSCh Delecta Bydgoszcz |

| 24.02.2007 | BOT Skra Bełchatów | 3:0 (25:19, 25:21, 25:21) | KS PZU - AZS Olsztyn |

| 28.02.2007 | KS PZU - AZS Olsztyn | 3:0 (25:23, 25:21, 25:18) | KS Jastrzębski Węgiel S.A. |

| 03.03.2007 | Jadar Sport S.A. Radom | 2:3 (18:25, 25:23, 23:25, 25:22, 11:15) | KS PZU - AZS Olsztyn |

| 09.03.2007 | Wkręt-Met Domex AZS Częstochowa | 1:3 (23:25, 25:19, 25:27, 23:25) | KS PZU - AZS Olsztyn |

| 16.03.2007 | KS PZU - AZS Olsztyn | 3:0 (25:21, 25:18, 25:18) | J.W. Construction AZS Politechnika Warszawska |

| 20.03.2007 | EnergiaPro Gwardia Wrocław | 0:3 (13:25, 12:25, 20:25) | KS PZU - AZS Olsztyn |

| 13.03.2007 | KS PZU - AZS Olsztyn | 0:3 (23:25, 20:25, 25:27) | Asseco Resovia SSA Rzeszów |

### Faza playoff - ćwierćfinał (do 3 zwycięstw)
| 30.03.2007 | KS PZU - AZS Olsztyn | 3:1 (25:15, 29:27, 19:25, 25:17) | Jadar Sport S.A. Radom |

| 31.03.2007 | KS PZU - AZS Olsztyn | 3:0 (25:13, 29:27, 25:10) | Jadar Sport S.A. Radom |

| 06.04.2007 | Jadar Sport S.A. Radom | 1:3 (19:25, 23:25, 27:25, 24:26) | KS PZU - AZS Olsztyn |

### Faza playoff - półfinał (do 3 zwycięstw)
| 21.04.2007 | KS PZU - AZS Olsztyn | 1:3 (23:25, 21:25, 25:21, 20:25) | KS Jastrzębski Węgiel S.A. |

| 22.04.2007 | KS PZU - AZS Olsztyn | 1:3 (25:19, 29:31, 20:25, 20:25) | KS Jastrzębski Węgiel S.A. |

| 27.04.2007 | KS Jastrzębski Węgiel S.A. | 0:3 (23:25, 21:25, 14:25) | KS PZU - AZS Olsztyn |

| 28.04.2007 | KS Jastrzębski Węgiel S.A. | 3:0 (25:22, 25:20, 25:15) | KS PZU - AZS Olsztyn |

### Faza playoff - mecz o 3. miejsce (do 3 zwycięstw)
| 04.05.2007 | KS PZU - AZS Olsztyn | 3:1 (25:20, 21:25, 25:21, 25:21) | Wkręt-Met Domex AZS Częstochowa |

| 05.05.2007 | KS PZU - AZS Olsztyn | 3:0 (27:25, 30:28, 25:19) | Wkręt-Met Domex AZS Częstochowa |

| 11.05.2007 | Wkręt-Met Domex AZS Częstochowa | 3:2 (21:25, 17:25, 25:21, 26:24, 15:6) | KS PZU - AZS Olsztyn |

| 12.05.2007 | Wkręt-Met Domex AZS Częstochowa | 0:3 (27:29, 22:25, 22:25) | KS PZU - AZS Olsztyn |

## Mecze w Pucharze Polski

### Runda grupowa
| 07.10.2006 | KS PZU - AZS Olsztyn | 3:1 (25:19, 22:25, 25:22, 25:16) | Jadar Sport S.A. Radom |

| 08.10.2006 | KS PZU - AZS Olsztyn | 3:2 (25:22, 25:19, 22:25, 22:25, 15:13) | Jadar Sport S.A. Radom |

| 14.10.2006 | KS PZU - AZS Olsztyn | 0:3 (17:25, 21:25, 19:25) | J.W. Construction AZS Politechnika Warszawska |

| 15.10.2006 | KS PZU - AZS Olsztyn | 0:3 (15:25, 22:25, 23:25) | J.W. Construction AZS Politechnika Warszawska |

| 21.10.2006 | Wkręt-Met Domex AZS Częstochowa | 1:3 (23:25, 24:26, 25:19, 19:25) | KS PZU - AZS Olsztyn |

| 22.10.2006 | Wkręt-Met Domex AZS Częstochowa | 3:0 (25:14, 25:18, 25:22) | KS PZU - AZS Olsztyn |

| 28.10.2006 | Jadar Sport S.A. Radom | 3:2 (25:17, 15:25, 22:25, 25:21, 15:13) | KS PZU - AZS Olsztyn |

| 29.10.2006 | Jadar Sport S.A. Radom | 0:3 (23:25, 21:25, 15:25) | KS PZU - AZS Olsztyn |

| 04.11.2006 | J.W. Construction AZS Politechnika Warszawska | 0:3 (18:25, 22:25, 21:25) | KS PZU - AZS Olsztyn |

| 05.11.2006 | J.W. Construction AZS Politechnika Warszawska | 3:0 (25:20, 25:22, 25:23) | KS PZU - AZS Olsztyn |

| 11.11.2006 | KS PZU - AZS Olsztyn | 1:3 (26:26, 21:25, 25:21, 20:25) | Wkręt-Met Domex AZS Częstochowa |

| 12.11.2006 | KS PZU - AZS Olsztyn | 1:3 (25:21, 28:30, 19:25, 20:25) | Wkręt-Met Domex AZS Częstochowa |

### Ćwierćfinał
| 13.04.2007 | KS PZU - AZS Olsztyn | 3:2 (25:22, 23:25, 22:25, 25:15, 15:13) | J.W. Construction AZS Politechnika Warszawska |

### Półfinał
| 14.04.2007 | KS PZU - AZS Olsztyn | 3:2 (25:23, 22:25, 25:21, 15:25, 15:13) | Wkręt-Met Domex AZS Częstochowa |

### Finał
| 15.04.2007 | BOT Skra Bełchatów | 3:0 (25:23, 28:26, 25:17) | KS PZU - AZS Olsztyn |

## Mecze w Pucharze CEV

### II runda - turniej w Sofii
| 05.01.2007 | KS PZU - AZS Olsztyn | 3:1 (25:21, 25:16, 24:26, 25:22) | B. Belediyespor Stambuł |

| 06.01.2007 | OK Crvena zvezda Belgrad | 0:3 (15:25, 21:25, 18:25) | KS PZU - AZS Olsztyn |

| 07.01.2007 | CSKA Sofia | 1:3 (22:25, 15:25, 25:22, 22:25) | KS PZU - AZS Olsztyn |

### 1/8 finału
| 16.01.2007 | KS Jastrzębski Węgiel S.A. | 3:2 (21:25, 28:26, 24:26, 30:28, 15:13) | KS PZU - AZS Olsztyn |

| 23.01.2007 | KS PZU - AZS Olsztyn | 2:3 (25:21, 20:25, 25:21, 22:25, 11:15) | KS Jastrzębski Węgiel S.A. |